# Gato Fedorento
Gato Fedorento (dt.: „Stinkende Katze“) ist eine portugiesische Comedy-Fernsehserie.

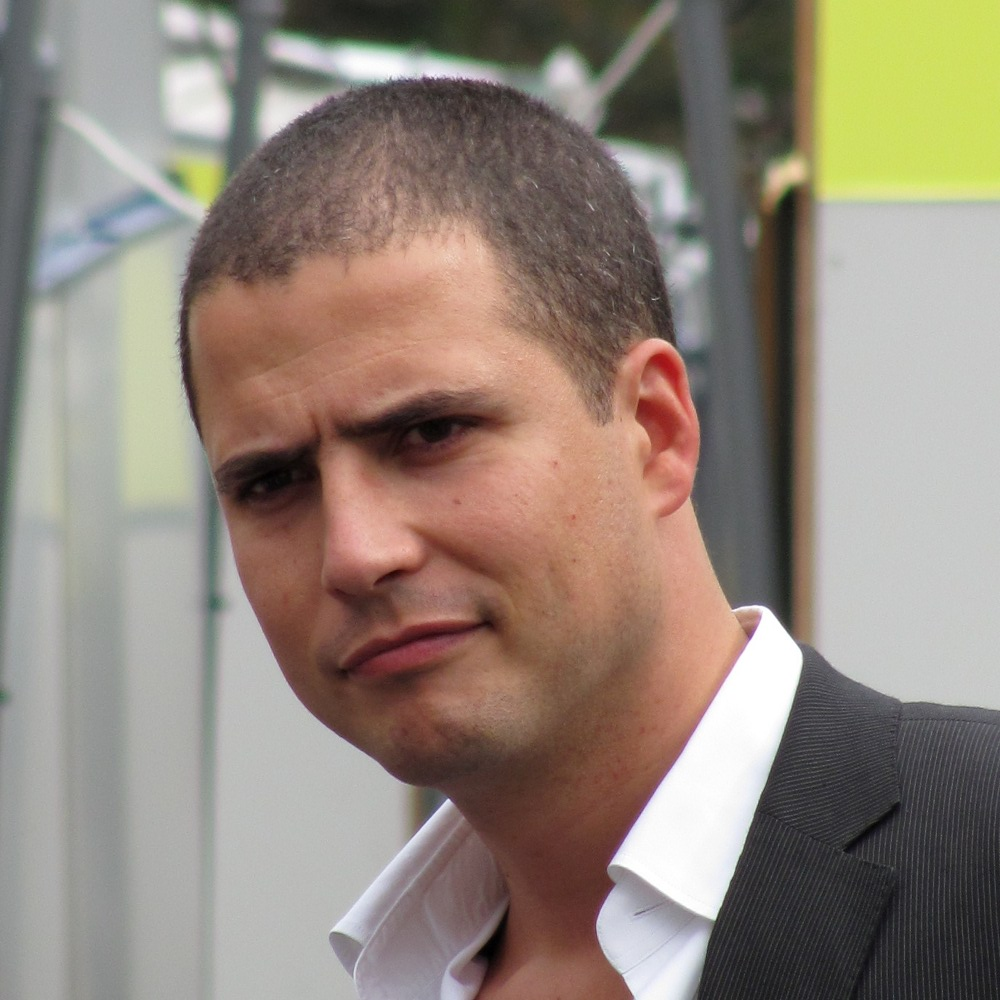
Ricardo Araújo Pereira (2010)

## Vorgeschichte
Die vier Freunde begannen, in einem Internet-Blog Sketche zu zeigen. Den Namen Gato Fedorento (dt.: „Stinkende Katze“) wählten sie in Anlehnung an einen Musiktitel aus der US-amerikanischen Fernsehserie Friends namens Smelly Cat.

## Erfolgsgeschichte
Der Fernsehsender SIC ließ daraufhin Sketche von ihnen im Rahmen anderer Sendungen produzieren und bot ihnen dann eine eigene Sendung an. Die vier Staffeln nummerierten sie nicht, sondern benannten sie nach typischen, einfachen portugiesischen Familiennamen. Dies war Teil der Parodien ihrer Sketche, die sie oft als naive, ungebildete Landbewohner oder einfältige Städter zeigte, die in der jeweiligen Staffel stets alle die gleichen Nachnamen hatten, was auf leichte Kritik an den gleichförmigen Massen abzielte. Die erste (Série Fonseca) und die zweite Staffel (Série Meireles) waren große Publikumserfolge und wurden in der Folge als DVDs veröffentlicht. Nach Differenzen mit dem Sender über den Szenenschnitt, die schlechte Vergütung und die Sendezeiten der Folgen, verließen sie die SIC, und nahmen das Angebot der RTP für die nächsten beiden Staffeln (Série Barbosa und Série Lopes da Silva) an.
Nach den vier Staffeln änderten die vier ihr Konzept grundlegend. Sie produzierten nun eine Sendung, die sich Gato Fedorento - Diz Que É Uma Espécie de Magazine (Sag einfach, es sei so eine Art Magazin) nannte. Dabei saßen die vier in Sesseln auf einer Bühne vor Publikum und unterhielten sich über aktuelle Themen aus Politik, Sport und Gesellschaft, mit Einspielern von Sketchen. Es tauchten dabei aus den vorherigen Staffeln bekannte Figuren auf, und auch Sprache, Wortspiele und die vier Darsteller blieben die Gewohnten. Hinzu kamen sehr populäre Parodien bekannter Politiker aller Parteien, besonders Ministerpräsident José Sócrates und Oppositionsführerin Manuela Ferreira Leite. Auch dieses Format war sehr erfolgreich und wurde als DVD veröffentlicht.
Nachdem der zuständige Programmdirektor der RTP (Nuno Santos) zur SIC wechselte, wechselten 2008 auch die vier von Gato Fedorento zurück zur SIC. Dort lief eine fünfte Staffel (Zé Carlos).
2009 kam mit Gato Fedorento Esmiúça os Sufrágios (dt. in etwa: Stinkende Katze zerstückelt die Wahlen) ein neues Format. Zu den Parlaments- und Kommunal-Wahlen im September respektive Oktober des Jahres befassten sie sich in täglichen 25-Minuten-Sendungen mit den Kandidaten, den Wählern und den Wahlen. Beeinflusst von der US-amerikanischen The Daily Show, karikierten sie den Politikbetrieb in Interviews, Parodien und überspitzten Darstellungen.

## Inhalt und Rezeption

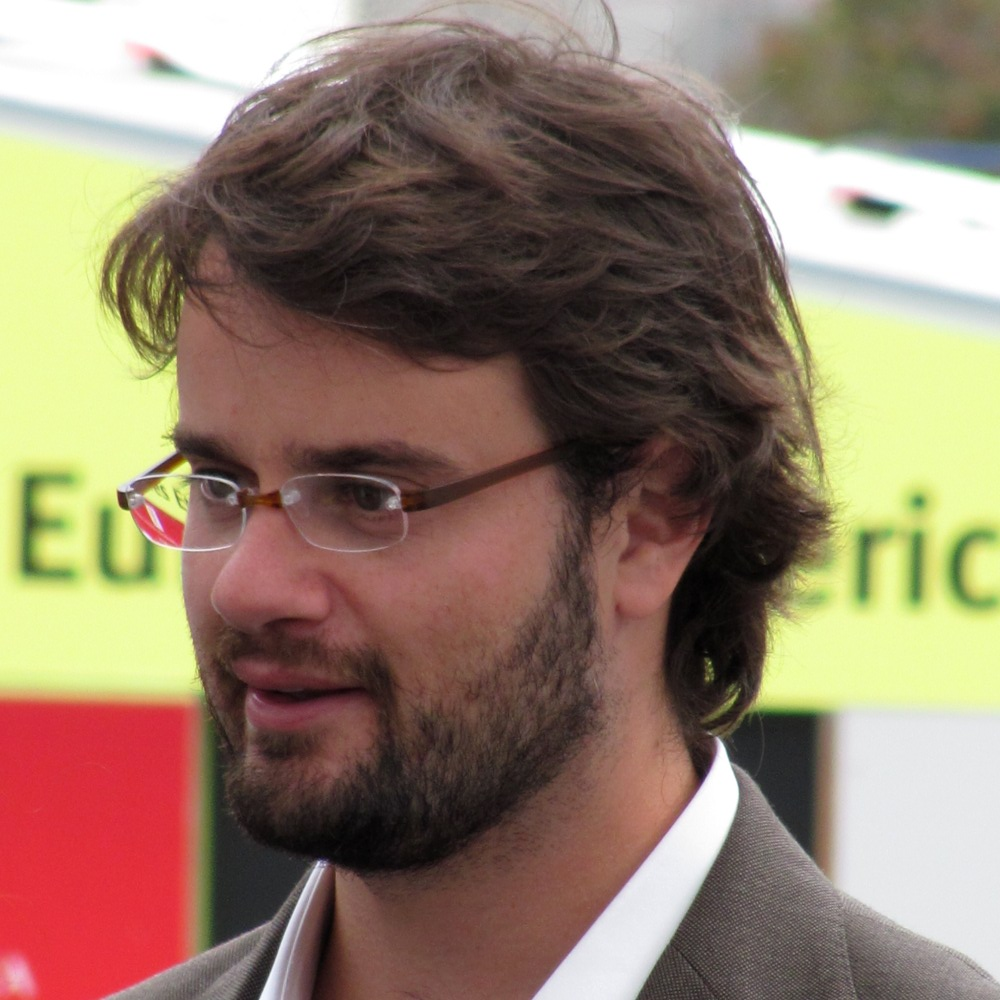
Zé Diogo Quintela (2010)

In allen vier Staffeln blieb das Konzept gleich. Die vier Hauptdarsteller, die im allgemeinen Sprachgebrauch und den Medien schnell selbst als Gato Fedorento bezeichnet wurden, stellten in wechselndenen Figuren überspitze Alltags-Situationen dar, in denen sie beispielsweise alltägliche Floskeln ad absurdum führten, oder Medienskandale oder die Art der Prominenten-Berichterstattung ins Lächerliche zogen. Neben der Mimik und Gestik war es vor allem der Ideenreichtum und der Wortwitz, der Publikum und Fernsehkritik überzeugte. Dabei kam die Serie weitgehend ohne unflätige Ausdrücke oder Fäkalsprache aus, und ihre Darsteller sprachen gutes Portugiesisch. Sie verzichteten auf allzu platte und vordergründige Gags, und nahmen keinen direkten Bezug auf lebende Personen.
In der Folge erhielten die vier Darsteller des Gato Fedorento eine Reihe Werbeverträge (u. a. mit eigenen Sketch-Produktionen), und sie erlangten einen großen Bekanntheitsgrad in Portugal, insbesondere der hochgewachsene Ricardo Araújo Pereira, gleichwohl die vier meist zusammen auftraten. Die DVD-Veröffentlichungen der Serie erreichten hohe Verkaufszahlen. So war die Box der ersten Staffel im Weihnachtsgeschäft 2004 die meistverkaufte DVD in Portugal